# Stefan Tomșa I
Stefan Tomsza, Stefan Tomża, sporadycznie Stefan Tomșa, Stefan VII Tomsza, Stefan VIII Tomża, Stefan IX Tomża, Stefan IX Tomża (Tomsza) (rum. Ștefan Tomșa; zm. 5 maja 1564) – hospodar Mołdawii w latach 1563–1564.
Był bojarem mołdawskim. W 1563 stanął na czele rewolty przeciwko rządom znienawidzonego greckiego hospodara Mołdawii Jana Jakub Heraklida, którego otaczanie się cudzoziemcami i lekceważenie prawosławia spowodowały wielkie wzburzenie wśród poddanych. Stefan zdołał pokonać Heraklida i zamordował go, nie zyskał jednak zatwierdzenia Wysokiej Porty. Po początkowych sukcesach w walce z Imperium osmańskim został opuszczony przez zwolenników i w 1564 musiał uciekać do Polski. Tam, na życzenie sułtana został z rozkazu króla polskiego Zygmunta Augusta ujęty przez Jerzego Jazłowieckiego, ścięty 5 maja 1564 i pochowany we Lwowie. Jego synami byli hospodarowie mołdawski Stefan Tomșa II i wołoski Leon Tomșa.